# Anomala sauteri
Anomala sauteri är en skalbaggsart som beskrevs av Ohaus 1915. Anomala sauteri ingår i släktet Anomala och familjen Rutelidae. Utöver nominatformen finns också underarten A. s. yanoi.